# Åse-Marie Nesse
Åse-Marie Nesse (Klepp, 29 de abril de 1934 - 13 de julio de 2001) fue una escritora, traductora, académica y poetisa noruega. Además del mundo de la literatura, dictó la cátedra de literatura alemana en la Universidad de Oslo. En 1999 fue acreedora del Premio Dobloug, mientras que en 1993 recibió la Orden del Mérito de la República Federal de Alemania.
Durante su carrera literaria fue galardonada en diversas ocasiones tanto por sus propias obras, como por la traducción y reescritura de obras de terceros. Incluso antes de su primera colección de poemas Av hav er du komen en 1970, ya era conocida por sus labores de traducción-reescritura de poemas. Ya como poetisa, fue acreedora del premio Ønskediktprisen; además, fue una de las líderes de la unidad noruega de PEN Club Internacional y miembro del consejo de la Asociación de escritores de Noruega.

## Obras
- Av hav er du komen, poemas, 1970
- Til ord skal du bli, poemas, 1973
- Solstein, poemas, 1976
- Mexico-Lexico, literatura infantil y juvenil, 1978
- Nomadesongar, poemas, 1978
- Vinterhuset, poemas, 1981, 1991
- Aztekerkongen Moctezuma, literatura infantil y juvenil, 1982
- Eg tenner eit fyrlys, dikt i utval, 1970–83
- Narren og Sorga, drama, 1984
- Lysår, poemas, 1985
- Og ingenting går tapt, dikt i utval, 1986
- Men du syng, Irina, poemas, 1986
- Johannes-pasjonar, drama, 1987
- Hafrsfjordspelet, 1988
- Levande tid, poemas, 1989
- Vandrestjerner, poemas, 1992
- For bare livet, poemas, 1997
- En cello i Sarajevo, 1997
- Primstav, 1998
- Dikt i samling, 1999
- Den tredje porten, poemas, 2000
- Artiklar om litteratur, 2001

## Traducción-reescritura de poemas
- Wolfgang Hildesheimer – Tynset (1966).
- Carlos Fuentes – Aura (1967).
- Nelly Sachs – Eli. Eit mysteriespel om Israels liding (1967).
- Nelly Sachs – Rekviem for Israel (1968).
- Carlos Fuentes – Don Artemois død (1969).
- Maisguden lyser i natta. Meksikanske dikt (1971).
- Pablo Neruda – Balladen om Joaquin Murieta (1972).
- Hans-Erik Hellberg – Losbåten (1972).
- Jean Giraudoux – Den gale fra Chaillot (1973).
- Sándor Petöfi – Det må bli lys! (1973) (antología)
- Georg Büchner – Samlede verker (1973) (antología)
- Det vakraste under månen. Kjærleiksdikt frå mange land (1974).
- Ariano Suassuna – Hundens testamente (1975).
- Arnon Tamir – Stasjonen (1975).
- Federico García Lorca – Don Perlimplins kjærleik til Belisa (1976).
- Pieter van Diest – Enhver, (en Tre spill om "Enhver" por Hugo von Hofmannsthal, Pieter van Diest y Georgius Macropedius) (1978).
- Du mitt menneske. Nordiske kjærleiksdikt (1978).
- János Pilinszky – Lukten fra retterstedene (1978) (antología)
- Antonio Buero Vallejo – Stiftelsen (1979).
- Attila József – Med rent hjerte (1980) (antología)
- Ingeborg Bachmann – Tredve (1980).
- Antonio Buero Vallejo – Goya (1981).
- Elie Wiesel – Prosessen mot Gud (1981).
- Sovande ørnar. Georgisk lyrikk gjennom 800 år (1982).
- Henrik Stangerup –, Samba. Et eventyr fra Brasil (1983).
- Irina Ratusjinskaja – Frihetens svaler (1986). (junto con Alf B. Glad).
- Else Lasker-Schüler – Mitt blå klaver (1990).
- Over alle tinder. Tysk lyrikk (1990).
- Eduardo Pavlovsky – Maktapparatet (1990).
- Octavio Paz – Rappaccinis datter (1991).
- Octavio Paz – Saltomortalens time (1991).
- Anup Rej – Ånun. En ufullendt symfoni (1991).
- Samuel Beckett – Mens vi venter på Godot (1992).
- Samuel Beckett – Skodespel (1992). (sammen med Bjørn Endreson).
- Johann Wolfgang von Goethe – Faust, del 1 (1993).
- Laozi – Tao Te Ching (1995).
- Johann Wolfgang von Goethe – Eventyret om den grønne slangen og den skjønne lilje (1997).
- Johann Wolfgang von Goethe – Faust, del 2 (1999).
- Johann Wolfgang von Goethe – Mitt hjara slo (1999).